# Charlotte Caspers
Charlotte Caspers (Gent, 1979) is een Vlaams-Nederlandse kunstenaar. Zij studeerde kunstgeschiedenis en restauratie van schilderijen. Naast haar vrije werk maakte zij reconstructies van schilderijen voor musea, onderzoeksprojecten en het AVROTROS-televisieprogramma Het Geheim van de Meester. In 2020 zond AVROTROS de documentaire Van kennis naar kunst - Een portret van Charlotte Caspers uit.  In 2022 was Caspers weer op televisie te zien, nu met een eigen zesdelige serie over kleur: De Kleuren van Caspers.  Volgens onderzoek van de NPO kreeg deze serie de hoogste waardering van alle in 2022 uitgezonden televisieprogramma's.

## Opleiding/loopbaan
Na haar gymnasiumopleiding aan het Theresialyceum in Tilburg (cum laude) is Caspers gaan studeren aan de Radboud Universiteit. Hier studeerde zij cum laude af in kunstgeschiedenis met als specialisatie schilderkunst uit de middeleeuwen en renaissance. Hierna volgde zij de opleiding tot restaurator bij de Stichting Restauratie Atelier Limburg (SRAL) in Maastricht (cum laude).
Zij doceerde tot 2017 tien jaar schildertechniek aan de restauratoren-opleiding van de Universiteit van Amsterdam. Sinds 2016 treedt Caspers meer naar buiten als kunstenaar. Centrale thema’s in haar werk zijn: de communicatie tussen kunstwerk en beschouwer, de mens als maker en de natuur als basis van alles.

## Tentoonstellingen
- 2024 - In de rug van de zee, Museum Kranenburgh, Bergen (Groepstentoonstelling)
- 2021 - Beyond Landscape, EENWERK, Amsterdam (Solo)
- 2020 - Presentatie Come Closer, Sint-Baafskathedraal, Gent
- 2020 - Mirrors of Time, Kasteel d'Aspremont-Lynden (Groepsexpositie)
- 2019 - Studio Charlotte, Museum Kranenburgh, Bergen (Solo)

## Televisie
- 2022 - De kleuren van Caspers, zesdelige televisieserie uitgezonden door NPO
- 2019 - Documentaire Charlotte Caspers, van kennis naar kunst, uitgezonden door NPO
- 2016 t/m 2019 - Het geheim van de meester, seizoenen 1 t/m 3, uitgezonden door NPO

## Restauraties en reconstructies
Caspers heeft reconstructies gemaakt voor onder andere Tate Britain, Princeton-universiteit, Van Gogh Museum, Rijksmuseum Amsterdam en Museum Boijmans Van Beuningen.
Voor het programma Het Geheim van de Meester heeft zij tweeëntwintig historische meesterwerken gereconstrueerd. In 2021 werd Caspers in die positie opgevolgd door Lisa Wiersma.